# Bromus maroccanus
Bromus maroccanus är en gräsart som beskrevs av Carlos Pau och Font Quer. Bromus maroccanus ingår i släktet lostor, och familjen gräs. Inga underarter finns listade i Catalogue of Life.